# Lea

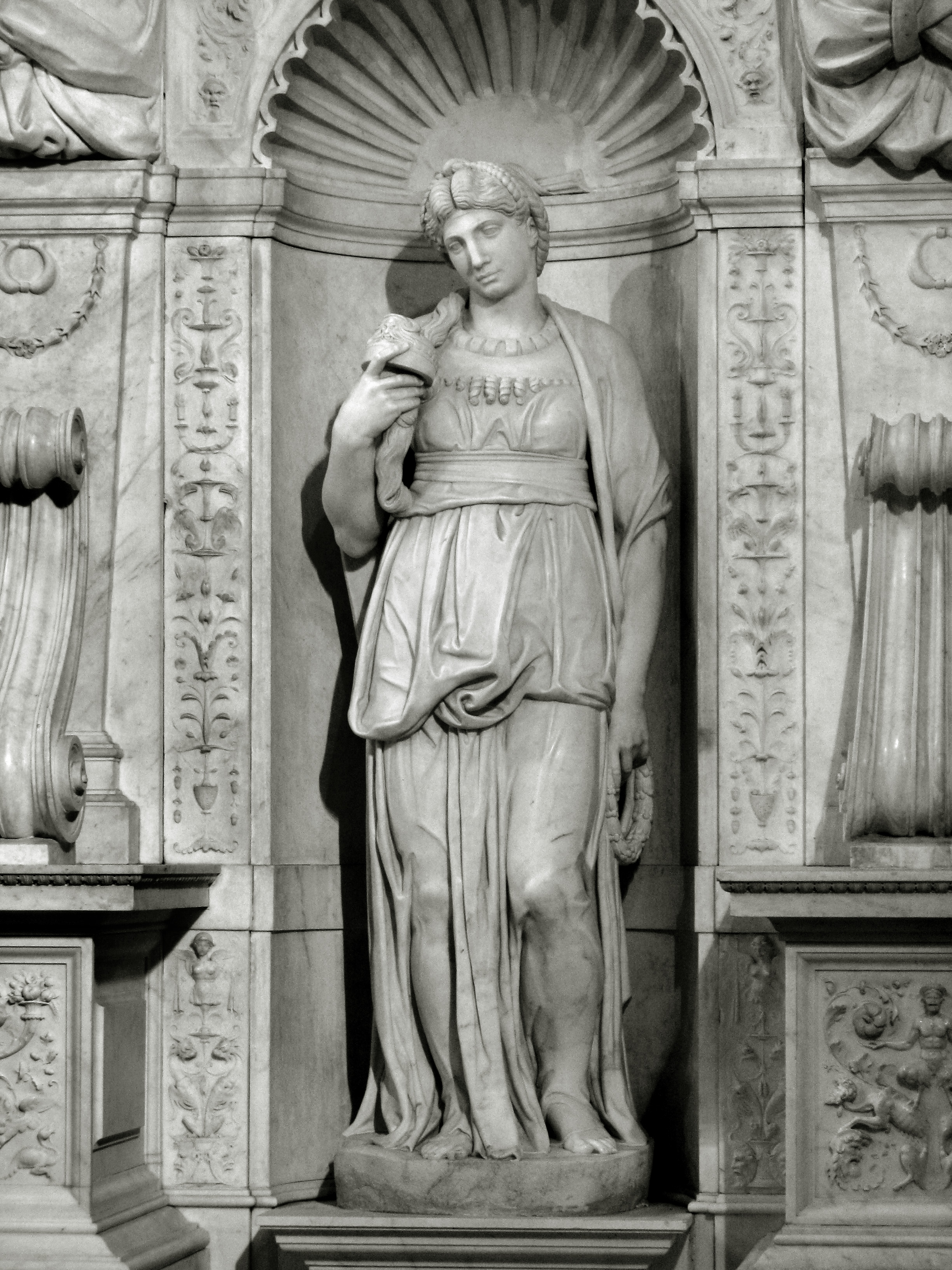
Lea av Michelangelo.

Lea är i Bibeln dotter till Laban, hustru till Jakob och syster till Rakel. 
Lea fick tillsammans med Jakob sex söner (Ruben, Simon, Levi, Juda, Isaskar, Sebulon) och en dotter, Dinah, men han föredrog sin andra hustru Rakel som var mor till de yngsta sönerna Josef och Benjamin.